# Потаватоми (народ)
Потаватоми (варианты написания: Potawatomi, Pottawatomie, Pottawatomi) — один из коренных народов США и Канады района Великих озёр, чей язык входит в алгонкинскую семью. Оно занимало и контролировало свыше 120 тыс. км² земель.
Длительное время потаватоми входили в альянс с племенами оджибве и оттава, известный как Совет трёх огней, в котором считались «младшими братьями». Поэтому современное самоназвание народа — Bodéwadmi — буквально означает «хранители огня»; так их называли родственные им оджибве. Изначально потаватоми называли себя Neshnabé — словом, родственным слову анишинаабе — названию группы алгонкинских племён.
Ранее потаватоми проживали в Мичигане, затем переселились на север штата Висконсин, позднее также поселились на севере Индианы и в центральной части Иллинойса. В начале XIX века большую часть земель потаватоми присвоило правительство США. На основании Чикагского договора 1833 г. большая часть потаватоми была принудительно переселена со своих традиционных земель на запад, на территорию будущих штатов Айова, Канзас (резервация Прейри-Бэнд-Потаватоми) и Оклахома, при этом многие погибли по дороге. Переселение вошло в историю под названием «Дорога смерти».

## История
Племя потаватоми впервые упоминается в записях французов, которые встретили их в начале XVII века на юго-западе современного штата Мичиган. Во время Бобровых войн потаватоми бежали на территорию около залива Грин-Бей (Green Bay), спасаясь от ирокезов и нейтральных.
Воины потаватоми играли важную роль в конфедерации Текумсе, принимали участие в войнах Текумсе, войне 1812 года и Пеорийской войне, периодически переходя со стороны США на сторону Великобритании и наоборот.

## Язык
Язык потаватоми (самоназвание: Bodéwadmimwen, Bodéwadmi Zheshmowen или Neshnabémwen) относится к центральным алгонкинским языкам алгонкинской семьи и был исторически распространён в регионе вокруг Великих озёр в штатах Мичиган и Висконсин, а также в Канзасе и на юге канадской провинции Онтарио. При этом, однако, к началу XXI в. как первым языком им владеют лишь около 50 человек, в основном стариков. Предпринимаются попытки возродить язык.
Ближайшим к потаватоми и взаимопонятным является язык оттава, в котором, однако, имеется большое количество заимствований из языка сок-фокс. В обоих языках (оттава и потаватоми) часто наблюдается синкопа гласных.
Многие топонимы на среднем западе США происходят из языка потаватоми, в том числе Аллеган, Каламазу, Уокиган, Маскигон, Окономовок, Поттавоттами и Скоки.

## Население
Аборигенная численность потаватоми оценивается в 8, 10 или 15 тысяч человек; 12 тысяч человек в 1812 году.
Численность потомков потаватоми приблизительно в 30 общинах в провинции Онтарио в Канаде в 2007 году оценивалась в 6 тысяч человек. В США по данным на 1999, 2003 и 2005 год в отношении семи главных общин их соплеменники насчитывали 36 717 человек, что даёт общую цифру около 43 тысяч человек.